# Kompleks Sukan Batu Apoi
Kompleks Sukan Batu Apoi (pl. Kompleks Sportowy Batu Apoi) – obiekt sportowy w Sungai Radang w mukimie Batu Apoi w dystrykcie Temburong we wschodnim Brunei. Obiekt został odbudowany i ulepszony dzięki staraniom brunejskiego Ministry of Culture, Youth and Sports (pl. Ministerstwo Kultury, Młodzieży i Sportu). Znajduje się tu m.in. boisko do gry w hokeja.